# Slingback

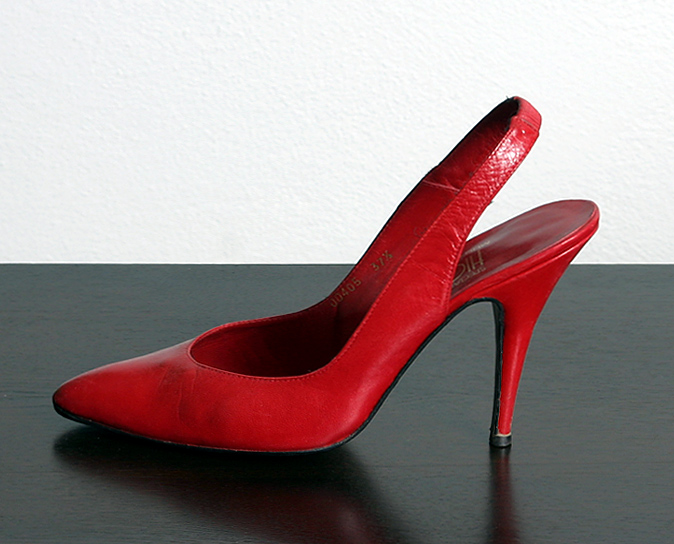
En röd slingbacksko.

Slingback är en damsko utan bakkappa och som hålls kvar på foten med en rem runt ankeln ovanför hälen. Remmen går inte ett helt varv runt ankeln utan framför var sida av hälen.
Till skillnad från pumps har slingback ingen bakkappa utan är öppen bakom hälen. Den kan ses som en sorts sandal och finns i modeller för vardagskäder och för festkläder. En slingback kan vara både klacklös och ha höga stilettklackar eller tjocka klackar. Det finns modeller både med öppen och täckt tå. Remmen är normalt justerbar med ett spänne eller elastisk för att underlätta påklädningen.
Skomodellen introducerades i damskomodet mot slutet av 1930-talet.

## Galleri

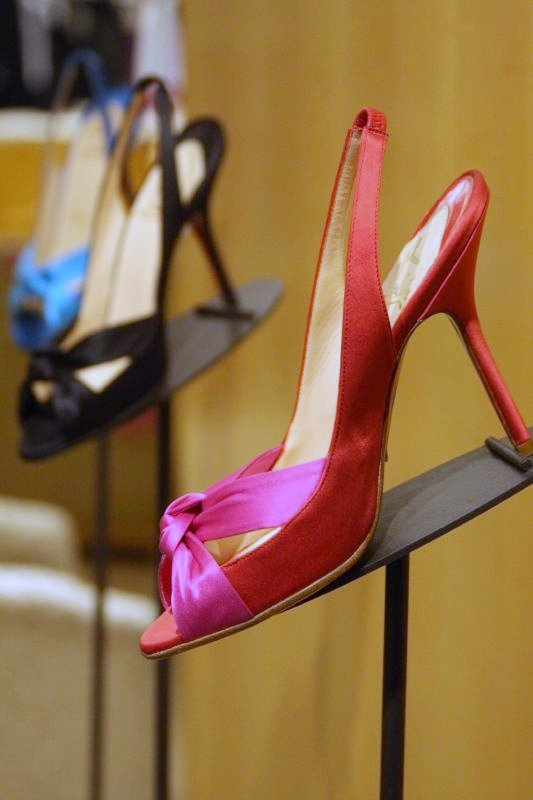
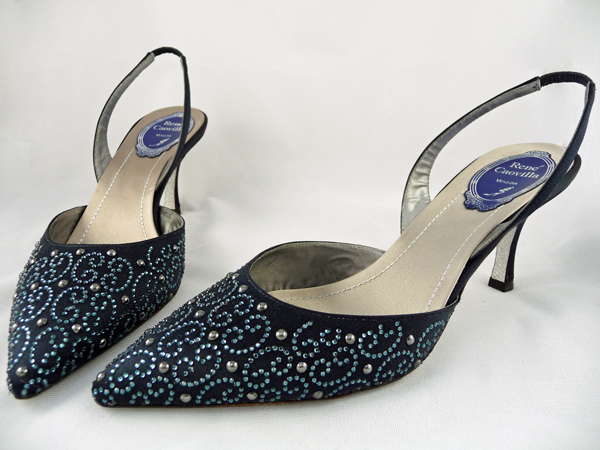
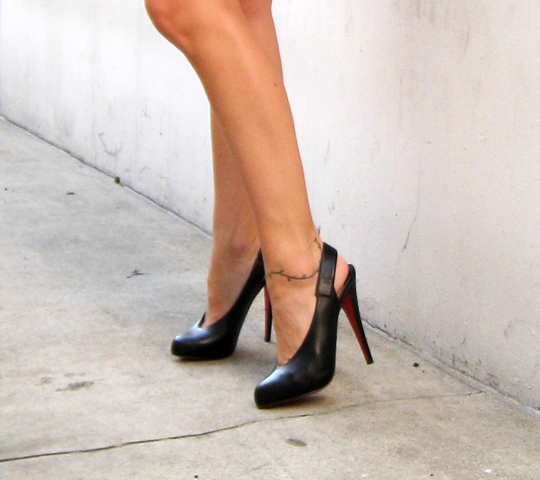